# 朝鲜邮票

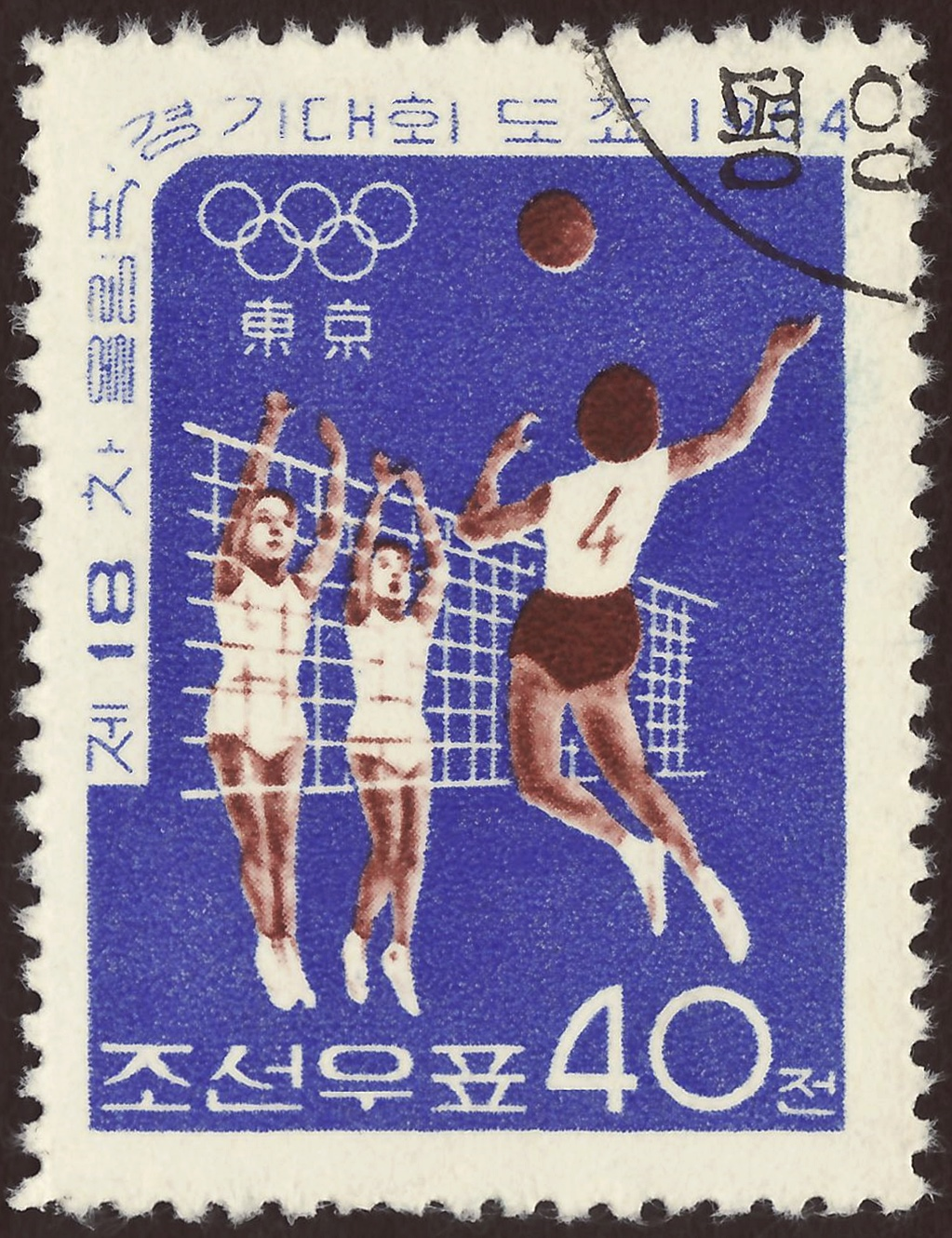
朝鲜于1964年发行的邮票，纪念1964年东京奥运会。

朝鲜民主主义人民共和国（朝鲜）的邮票由国营的朝鲜邮票社发行。朝鲜发行的邮票种类丰富，其中歌颂金日成、金正日及金正恩祖孙三代、朝鲜劳动党以及本国历史文化题材的邮票占绝大多数。

## 简介
二战结束后，朝鲜半岛陷入分裂。朝鲜半岛北方最早的邮票是1946年3月12日由北朝鲜人民委员会发行的“木槿花”和“三仙岩”邮票，第一枚纪念邮票是在祖国解放一周年之际发行的金日成肖像邮票。
早年朝鲜发行的邮票几乎全部都是革命题材邮票，以歌颂金氏政权、展现朝鲜在各领域所取得的成就。20世纪70年代之后，朝鲜开始将邮票作为该国吸收外汇的手段，发行的邮票题材也愈发丰富，一般还会附带外语（如英文、中文）描述，如1981年朝鲜发行的庆祝戴安娜王妃与查尔斯王子成婚的邮票，1996年发行的纪念邓丽君的邮票，2007年发行的北京奥运会主题的DVD光盘邮票（光盘收录内容为大型团体操《阿里郎》介绍），等等。不过朝鲜纪特邮票（尤其是20世纪80年代之后的众多“商业邮票”）发行量普遍偏低，每种邮票发行量一般只有数万枚，有的甚至只有几千枚，且一般不能用于邮寄。
邮票铭记方面，早期朝鲜邮票只有谚文（朝鲜邮票）字样。到了1976年，开始在部分邮票加注“D.P.R. OF KOREA”（朝鲜民主主义人民共和国）英文字样，1977年开始在所有邮票上加注“DPRK”英文铭记，1980年英文铭记又改为“DPR KOREA”并沿用至今。